# 中華民國南京國民政府時期福建省職官列表
本條目列出中華民國南京國民政府時期（1927年－1949年）福建省政府主要軍政、民政職官。

## 職官列表

### 省政府主席、委員
主席
楊樹莊（1927.5.2～1932.12.7免，楊樹莊因病長期未到職）、陳乃元（1929.2.5代楊樹莊職）、方聲濤（1932.1.13暫代楊樹莊職）、蔣光鼐（1932.12.7～1933.12.20）、陳儀（1934.1.12～1941.8.28）、劉建緒（1941.8.28～1948.9.16）、李良榮（1948.9.16～1949.1.20）、朱紹良（1949.1.20–1949.10.4）、方治（1949年8月18日–1949年9月30日，朱8月16日離開福州，17日到達澎湖，方18日以國大代表於金門兼任為代理省主席）、黃金濤（1949年9月30日–1949年11月23日，以省建設廳長兼任為代理省主席）
委員
楊樹莊（1927.5.1～1932.12.7）、方聲濤（1927.5.1～1932.12.7）、鄭寶菁（1927.5.1～1932.5.4）、陳培錕（1927.5.1～1932.12.7、1940.6.14～1948.11.14）、丁超五（1927.5.2～1932.12.7）、黃琬（1927.5.2～1928.8.27）、宋淵源（1927.5.2～1928.8.27）、陳季良（1927.5.2～1928.8.27）、譚曙卿（1927.5.2～1928.8.27）、張貞（1927.5.2～1928.8.27）、盧興邦（1927.5.2～1928.8.27）、殷汝驪（1927.5.2～1928.8.27）、黃展雲（1927.5.11～1928.6.18）、林赤民（1927.5.28～1928.6.18）、張志韓（1927.8.15～1928.8.27）、陳乃元（1928.8.27～?）、徐桴（1928.8.27～1929.5.13、1934.1.24～1936.3.6）、程時煃（1928.8.27～1932.12.7）、許顯時（1928.8.27～1932.12.7）、林知淵（1928.8.27～1939.4.17）、陳楚楠（1928.8.27～1929.10.21）、林寄南（1928.8.27～1932.12.7）、盧興榮（1928.9.12～1932.12.7）、高漢秋（1929.5.13～1929.8.16）、李承翼（1929.8.16～1931.2.16）、江屏藩（1929.10.28～1932.12.7）、何公敢（1931.2.16～1932.12.7）、劉通（1932.5.4～1932.12.7）、蔣光鼐（1932.12.7～1933.12.20）、范其務（1932.12.7～1933.7.18）、鄭貞文（1932.12.7～1943.11.11）、孫希文（1932.12.7～1934.1.24、1934.1.24～1934.2.8）、李章達（1932.12.7～1934.1.24）、高登艇（1932.12.7～1934.1.24、1935.5.25～1946.10.2）、李清泉（1932.12.7～1939.8.11）、陸文瀾（1932.12.7～1933.7.18）、戴戟（1933.7.18～1934.1.24）、許錫清（1933.7.18～1934.1.24）、陳儀（1934.1.12～1941.8.28）、孫家哲（1934.1.24～1938.3.24）、李世甲（1934.1.24～?）、陳體誠（1934.1.24～1937.12.17）、李祖虞（1934.2.8～1935.5.25）、胡嘉詔（1936.3.6～1936.7.2）、斯烈（1936.7.2～137.8.20）、張果為（1937.10.20～1941.2.15）、沈百先（1937.12.23～1938.1.28）、徐學禹（1938.1.26～1938.12.5、1939.11.25～1941.6.9）、陳景烈（1938.3.24～1941.8.29）、嚴家淦（1938.12.5～1945.1.29）、周一鶚（1939.4.17～1942.1.9）、包可永（1939.8.11～1942.1.9）、邱漢平（1939.11.25～1947.8.6）、韓涵（1940.6.14～1945.10.23）、劉建緒（1941.8.28～1948.9.16）、林有壬（1941.2.15～1943.4.17）、陸桂祥（1941.6.9～1942.12.26）、張開璉（1941.8.29～1945.4.30、1945.9.27～1947.5）、秦望山（1942.1.9～1942.4.28，未到任）、黃天爵（1942.4.28～1948.11.14）、劉嶽厚（1942.1.9～1942.4.28）、朱玖瑩（1942.5.26～1945.10.23）、陳體榮（1942.12.26～1943.10.14）、郭燊（1943.4.17～1946.10.2）、程星齡（1943.10.14～1944.12.20）、徐箴（1943.11.11～1945.9.11）、朱代傑（1944.12.20～1947.9.29）、李黎洲（1945.1.29～1947.7.23）、張德鐘（1945.4.30～1948.4.16）、鄭傑民（1946.10.2～1948.11.14）、林學淵（1946.10.2～1948.11.14）、梁龍光（1947.7.23～?）、黃金濤（1947.8.6～?）、方東（1947.9.29～1948.6.22）、李良榮（1948.9.16～1949.1.20）、許紹珊（1948.4.16～1948.11.14）、袁國欽（1948.11.14～?）、陳東生（1948.11.14～1949.6.11）、陳華洲（1948.11.14～?）、陳叔圭（1948.11.14～?）、林君揚（1948.11.14～?）、陳聯芬（1948.11.14～?）、石磊（1948.6.22～?）、朱紹良（1949.1.20～?）

### 直屬機構
秘書長
李章達（1932.12.7～1934.1.24）、高登艇（1934.4.7～1935.5.25）、陳景烈（1936.1.7～1941.8.29）、張開璉（1941.12.2～1943.5.22、1947.5.28～?）、張翰儀（1947.5.28～1948.11.14）、萬成渠（1949.3.1～?）、曾少菁（1949.3.1～?）
民政廳廳長
鄭寶菁（1927.5.2～1928.8.27）、陳乃光（1928.8.27，未到任）、楊樹莊（代陳乃光職，至1931.2.16）、鄭寶菁（1931.2.16～1932.5.4）、劉通（1932.5.4～1932.12.7）、蔣光鼐（1932.12.7～1933.7.18）、戴戟（1933.7.18～1934.1.24）、陳儀（1934.1.24～1934.2.8）、李祖虞（1934.2.8～1935.5.25）、高登艇（1935.5.25～1946.10）、鄭傑民（1946.10～1948.11.14）、袁國欽（1948.11.14～?）
財政廳廳長
陳培錕（1927.5.2～1928.8.27）、徐桴（1928.8.27～1929.5.13）、高漢秋（1929.5.13～1929.8.16）、李承翼（1929.8.16～1931.2.16）、何公敢（1931.2.16～1932.12.7）、范其務（1932.12.7～1933.7.18）、許錫清（1933.7.18～1934.1.24）、孫家哲（1934.1.24～1934.3.8）、徐桴（1934.2.8～1936.3.6）、陳體誠（1936.3.6～1936.7.2）、斯烈（1936.7.2～1937.8.20）、張果為（1937.8.20～1939.8.11）、嚴家淦（1939.8.11～1945.1.29）、丘漢平（1945.2.16～1947.8.6）、黃金濤（1947.8.6～1947.9.29）、方東（1947.9.29～1948.6.22）、石磊（1948.6.22～1948.11.14）、陳東生（1948.11.14～?）
建設廳廳長
丁超五（1927.5.2～1928.8.27）、許顯時（1928.8.27～1932.12.7）、孫希文（1932.12.7～1934.1.24）、劉民傑（1932.12.7(代理)～?）、孫希文（1934.1.24～1934.2.8）、陳體誠（1934.2.8～1936.3.6(代理)）、胡嘉詔（1936.3.6～1936.7.2）、陳體誠（1936.7.2～1937.12.17）、沈百先（1937.12.23～1938.1.28）、徐學禹（1938.1.28～1938.12.3）、嚴家淦（1938.12.3～1939.8.11）、包可永（1939.8.11～1941.6.9）、陸桂祥（1941.6.9～1942.12.26）、陳體榮（1942.12.26～1943.10.14）、朱久瑩（1943.10.14～1945.2.16）、朱代傑（1945.2.16～1947.9.29）、黃金濤（1947.9.29～?）
教育廳廳長
黃琬（1927.5.2～1928.8.27）、程時煃（1928.8.27～1932.12.7）、鄭貞文（1932.12.7～1943.11.11）、徐箴（1943.11.11～1945.9.11）、李黎洲（1945.9.11～1947.7.23）、梁龍光（1947.7.23～?）
軍事廳廳長
方聲濤（1927.5.2～1928.8.27）
農工廳廳長
黃展雲（1927.8.15～1928.6.18）
煙酒事務局局長
盧家駒（1927.7.25～?）
禁煙局長
徐希齡（1927.8.25～?）
反省院院長(隸屬高等法院)
趙偉民（1935.8.10～?）
印花稅務處處長
江屏藩（1927.7.23～?）
糧政局局長
林學淵（1942.9.26～?）
地政局局長
王雍皞（1927.7.25～?）、張果為（1939.2.18～1941.12.13）、林欽辰（1942.5.4～1943.9.8）、趙钜恩（1948.10.9～?）
漁業管理局局長
黃文禮（1944.6.1～?）
水利局局長
章錫綬（1947.1～1947.8）、林友龍（1947.8～?）
驛運管理處處長
包可永（1941.4.17～1941.11.8）、陸桂祥（1941.11.8～1942.12.26）、邱漢平（1942.12.26～?）
縣長考試典試委員長
劉建緒（1947.10～?）
衛生處處長
陸滌寰（1940.11.23署～?）、陸滌寰（1943.7.27～1943.11.15）、尤濟華（1947.2.18～?）
訓練團教育長
方揚(中天) (1945.11~1948.?)劉季伯（1948.12.13～?）
圖書雜誌審查處處長
周世輔（1941.6.9～1942.10.20）、周世輔（1942.10.20～1943.11.17）
新聞處處長
李由農（1948.9.11～?）
社會處處長
鄭傑民（1943.9.2～1946.11.21）、曹挺光（1947.4.17～?）
警保處處長
嚴澤元（1947.7～?）
田賦糧食管理處處長
嚴家淦（1942.10.21）、嚴家淦（1943.9.7～1946.2.18）、林學淵（1946.2.18～1947.5.16）、吳長濤（1948.1.13～1948.7.28）、陳拱北（1949.1.8～?）
農業改進處處長
宋增渠（1945.11.6～?）、宋增渠（1947.1～?）、鄭庚（1948.7.20～?）
會計長
林和成（1937.7～1938.11）、蕭貞昌（1938.11～1942.3）、林楨（1944.1.21～?）、林楨（1945.6.18～?）
統計長
杜俊東（1941.1～1947.7）、賴文清（1947.7～?）

### 行政督察專員
第一區行政督察專員
王伯秋（1936.6.9）
第一區行政督察專員兼保安司令
王伯秋（1937.3.20～1938.9.9）、林志棠（1938.9.9～1940.2.23）、胡國振（1938.9.9）、何震（1940.2.23～1945.3.7）、張翰儀（1945.3.7～1945.12.19）、施公猛（1946.10.24～1947.9.24）、陳鳴鑾（1947.9.24～1948.12.11）
第二區行政督察專員
林志棠（1936.6.9
第二區行政督察長官兼保安司令
林志棠（1937.3.20～1938.9.9）、林志棠（1938.9.9～1939.3.21）、黃樸心（1939.3.21～1940.10.19）、李國典（1940.11.5～1942.1.26）、張翰儀（1942.1.26～1945.3.7）、何震（1945.3.7）
第三區行政督察專員
陳逸風（1936.6.9）
第三區行政督察專員兼保安司令
陳逸風（1937.3.20～1939.12.16）、陳世鴻（1939.12.16～1944.4.1）、曾建平（1944.10.11～1946.2.18）、陳拱北（1946.8.17～1947.10.6）、陳餘珊（1948.4.27～1949.6.4）
第四區行政督察專員
斯烈（1936.6.9～1936.7.27）、夏明剛（1936.7.27）
第四區行政督察專員兼保安司令
夏明剛（1937.3.20～1937.10.8）、方學李（1937.10.8～1939.4.20）、王夢古（1939.4.20～1940.10.19）、黃樸心（1940.10.19～1941.5.20）、黃愷元（1941.9.3～1942.1.26）、張德鐘（1942.1.26～1945.6.9）、高塏（1945.6.9～1946.2.13）、羅爾瞻（1946.2.13～1947.9）、陳拱北（1947.10.16～1948.7.20）
第五區行政督察專員
朱熙（1936.6.9）
第五區行政督察專員兼保安司令
朱熙（1937.3.20）、薩君豫（1939.2.22～1943.10.30）、陳逸風（1943.10.30～1944.1.20）、王笑峰（1944.1.20～1946.2.13）、郭醇（1946.7.16～1949.6）、陳餘珊（1949.6.4）
第六區行政督察專員
邵企雍（1936.6.9～1936.9.11）、張策安（1936.9.11）
第六區行政督察專員兼保安司令
張策安（1937.3.20～1938.12.12）、韓涵（1938.12.12～1940.3.9）、王笑峰（1940.3.9～1944.1.20）、林學淵（1944.1.20～1944.11.6）、羅樹生（1944.11.6～1947.9.24）、高塏（1947.9.24）、謝宗鏗（1948.10.16）
第七區行政督察專員
秦振夫（1936.6.9）
第七區行政督察專員兼保安司令
秦振夫（1937.3.20～1938.9.22）、劉天予（1938.9.22～1939.12.16）、陳逸風（1939.12.16～1943.10.30）、羅爾瞻（1943.10.30～1946.2）、高塏（1946.2.13～1947.9.24）、羅樹生（1947.9.24～1948.12.11）
第八區行政督察專員兼保安司令
陳聯芬（1943.8.14～1945.1.25）、黃哲真（1946.8.5～1947.9.24）
第九區行政督察專員兼保安司令
陳碩孚（1946.2.2～1946.7.31）、陳鳴鑾（1947.4.23～1947.9.24）
福州市市長
嚴靈峰（1947.12～1948.5.7）、何震（1948.9~1949.8）
廈門市市長
余晉龢（1936.3.2～1936.5.8）、李時霖（1937.1.9）